# Éva Földes
Éva Földes (Szombathely, 6 de julio de 1914–Balatonalmádi, 9 de julio de 1981) fue una escritora húngara y medallista olímpica de bronce, en la competición de literatura de los Juegos Olímpicos de Londres 1948, con la obra A Fiatalság forrása (La fuente de la juventud). 

## Trayectoria
Nació en Szombathely, hija de Irma Rosenberger y de Sámuel Földes, empresario e ingeniero. En 1937, obtuvo una maestría en Ciencias de la Educación. Posteriormente, se licenció en francés, italiano y latín y se doctoró en humanidades en la Universidad Pázmány Péter. Trabajó para diversos diarios de la época, entre los que se encontraban Jövendő y Asszonyok. El 1941, el diario en el que trabajaba la despidió para evitarse problemas debido a su apellido judío. En 1944, durante la Segunda Guerra Mundial, fue deportada a los campos de concentración nazis de Ravensbrück, Flossenbürg y Mauthausen, pero sobrevivió y fue liberada. Al terminar la guerra, volvió a trabajar de periodista. Participó en los Juegos Olímpicos de 1948 como secretaria e intérprete del equipo húngaro. Durante el viaje, las compañeras de la delegación la convencieron de competir en la categoría de literatura. Földes solo había escrito una obra A Fiatalság forrása (La fuente de la juventud) en la que narraba de manera optimista sus vivencias personales en los campos de concentración, con la que se presentó y obtuvo  la medalla de bronce.
Esta medalla la animó a ser profesora universitaria e impartió clases de historia del deporte y de la educación en la Escuela Superior de Educación Física hasta 1954 y luego se convirtió en profesora de la empresa editora de periódicos y libros deportivos hasta 1957. Desde entonces hasta su jubilación, enseñó en la Escuela Superior de Formación del Profesorado de Educación Especial y desde 1962 fue profesora asociada en el Departamento de Pedagogía de la Universidad Eötvös Loránd. Fue miembro de la Junta Directiva de la Sociedad Pedagógica Húngara, del Comité Pedagógico de la Comisión de Calificación Científica, del consejo de redacción de la revista Pedagógia y del subcomité de historia de la educación de la Academia Húngara de Ciencias. Desde su jubilación hasta su muerte fue asesora del Grupo de Investigación Pedagógica de la Academia Húngara de Ciencias,
Su nombre también fue reconocido en el área de la gestión de medios de comunicación y en la asesoría científica. Llegó a convertirse en referente de la educación húngara.
Murió a los 67 años, ahogada como consecuencia de en un accidente de barco en el lago Balaton.

## Reconocimientos
- Medalla de bronce en la categoría de literatura de los Juegos Olímpicos de 1948 con su libro A Fiatalság forrása (La fuente de la juventud).